# (372) Palma
(372) Palma ist ein Asteroid des äußeren Hauptgürtels, der am 19. August 1893 vom französischen Astronomen Auguste Charlois am Observatoire de Nice bei einer Helligkeit von 10 mag entdeckt wurde.
Der Asteroid ist wahrscheinlich benannt nach Palma, der Hauptstadt Mallorcas, der größten der Balearischen Inseln im Mittelmeer. Julius Bauschinger, der Direktor des Astronomischen Rechen-Instituts in Berlin, veröffentlichte 1901 die Namen von 34 von Charlois entdeckten Asteroiden zwischen den Nummern (356) und (451). Im Text heißt es lediglich: „Nach Zustimmung des Herrn Charlois haben folgende von ihm entdeckten… Planeten nachstehende Namen erhalten.“ Es liegt daher nahe, dass die Namen vom Astronomischen Rechen-Institut ausgewählt wurden.

## Wissenschaftliche Auswertung
Aus Ergebnissen der IRAS Minor Planet Survey (IMPS) wurden 1992 erstmals Angaben zu Durchmesser und Albedo für zahlreiche Asteroiden abgeleitet, darunter auch (372) Palma, für die damals Werte von 188,6 km bzw. 0,07 erhalten wurden. Eine Auswertung von Beobachtungen durch das Projekt NEOWISE im nahen Infrarot führte 2011 zu vorläufigen Werten für den Durchmesser und die Albedo im sichtbaren Bereich von 190,4 km bzw. 0,06. Nachdem die Werte nach neuen Messungen mit NEOWISE 2012 auf 173,6 km bzw. 0,06 geändert worden waren, wurden sie 2014 auf 186,5 km bzw. 0,07 korrigiert. Eine Untersuchung von 2020 bestimmte aus sechs Sternbedeckungen durch (372) Palma einen Durchmesser von 183,2 ± 13,1 km.
Eine spektroskopische Untersuchung von 820 Asteroiden zwischen November 1996 und September 2001 am La-Silla-Observatorium in Chile ergab für (372) Palma eine taxonomische Klassifizierung als C- bzw. X-Typ.
Nachdem die Veränderlichkeit der Helligkeit von (372) Palma bereits 1921 am Harvard-College-Observatorium in Massachusetts als „wahrscheinlich, aber noch nicht gesichert“ beurteilt worden war, fanden photometrische Messungen des Asteroiden wieder statt am 16. und 17. Januar 1979 am Osservatorio Astronomico di Torino in Italien. Aus der in den zwei Nächten aufgezeichneten Lichtkurve konnten mehrere alternative Lösungen für die Rotationsperiode abgeleitet werden: Sowohl eine Periode von 8,67 h (oder dem Doppelten) als auch 12,83 h lagen im Bereich des Möglichen. Es wurden daher zur Klärung weitere Beobachtungen als notwendig erachtet. Die Auswertung von Beobachtungen am 4. und 8. September 1983 am Leopold-Figl-Observatorium in Österreich präferierte dagegen eine Rotationsperiode von 6,58 h.
Eine Forschergruppe an der University of Arizona und am Planetary Science Institute in Tucson führte in den 1980er Jahren ein Programm zur „Photometrischen Geodäsie“ einer Anzahl von schnell rotierenden Asteroiden des Hauptgürtels durch, wofür zunächst auch (372) Palma gehalten worden war. Bei photometrischen Messungen in den Jahren 1982, 1983 und 1989 konnten aber nur schwer zu analysierende Lichtkurven gewonnen werden, aus denen am ehesten auf eine Periode von 17,3 h geschlossen wurde. Auch eine Beobachtung vom 24. Juli 1993 am La-Silla-Observatorium schien zu dieser Rotationsperiode zu passen.
Allerdings erbrachten neue Messungen vom 3. August bis 2. September 1994 am La-Silla-Observatorium während acht Nächten Ergebnisse, die allen früheren Versuchen zur Bestimmung der Rotationsperiode von (372) Palma widersprachen, denn nun wurde dafür ein Wert von 8,58 h sicher bestimmt.
Eine Untersuchung von 1998 wertete die archivierten Daten von 1979 bis 1989 zu zwei alternativen Positionen der Rotationsachse mit prograder Rotation aus, auch die Achsenverhältnisse eines dreiachsig-ellipsoidischen Gestaltmodells wurden dabei abgeleitet. Mit den von 1979 bis 1994 archivierten Daten aus dem Uppsala Asteroid Photometric Catalogue (UAPC) wurden dann in einer Untersuchung von 2003 erstmals ein dreidimensionales Gestaltmodell des Asteroiden für eine Rotationsachse nahezu in der Ebene der Ekliptik gelegen und eine Periode von 8,59103 h bestimmt.
Eine Auswertung von archivierten Lichtkurven des United States Naval Observatory in Arizona, der Catalina Sky Survey und der Siding Spring Survey ermöglichte dann 2011 für ein dreidimensionales Gestaltmodell des Asteroiden die Bestimmung von zwei alternativen Positionen der Rotationsachse, eine mit prograder und eine mit retrograder Rotation, sowie einer Periode von 8,58189 h. Ein Vergleich mit Beobachtungsdaten von zwei Sternbedeckungen durch den Asteroiden am 26. Januar 2007 und 10. September 2009 konnte zwar keine sichere Entscheidung zwischen den Alternativen fällen, aber es konnten dadurch die Gestaltmodelle auf äquivalente Durchmesser von 187 ± 20 bzw. 198 ± 26 km skaliert werden. Eine Auswertung von archivierten Lichtkurven des Lowell-Observatoriums führte in einer Untersuchung von 2016 wieder zur Erstellung eines dreidimensionalen Gestaltmodells des Asteroiden für zwei alternative Positionen der Rotationsachse mit prograder und retrograder Rotation und einer Periode von 8,57964 h.
Neue photometrische Messungen erfolgten wieder vom 3. April bis 16. Mai 2019 im Rahmen einer Zusammenarbeit von drei Observatorien der Grupo de Observadores de Rotaciones de Asteroides (GORA) in Argentinien. Hier wurde die Rotationsperiode mit einem Wert von 8,582 h bestimmt. Mit dem Weltraumteleskop Transiting Exoplanet Survey Satellite (TESS) konnten während dessen Durchmusterung des Südhimmels 2018 bis 2019 auch Objekte des Sonnensystems beobachtet werden. Dabei wurden auch die Lichtkurven von fast 10.000 Asteroiden aufgezeichnet. Für (372) Palma wurde aus Messungen etwa vom 6. bis 22. April 2019 eine Rotationsperiode von 8,57884 h erhalten.
Aus archivierten Daten des Asteroid Terrestrial-impact Last Alert System (ATLAS) aus dem Zeitraum 2015 bis 2018 wurde in einer Untersuchung von 2022 mit der Methode der konvexen Inversion eine Rotationsperiode von 8,5788 h berechnet.
Abschätzungen von Masse und Dichte ergaben in einer Untersuchung von 2012 für (372) Palma eine Masse von etwa 5,15·1018 kg und mit einem angenommenen Durchmesser von etwa 191 km eine Dichte von 1,40 g/cm³ bei einer Porosität von 49 %. Die Werte besitzen eine Unsicherheit von ±13 %.